# Gurf Morlix

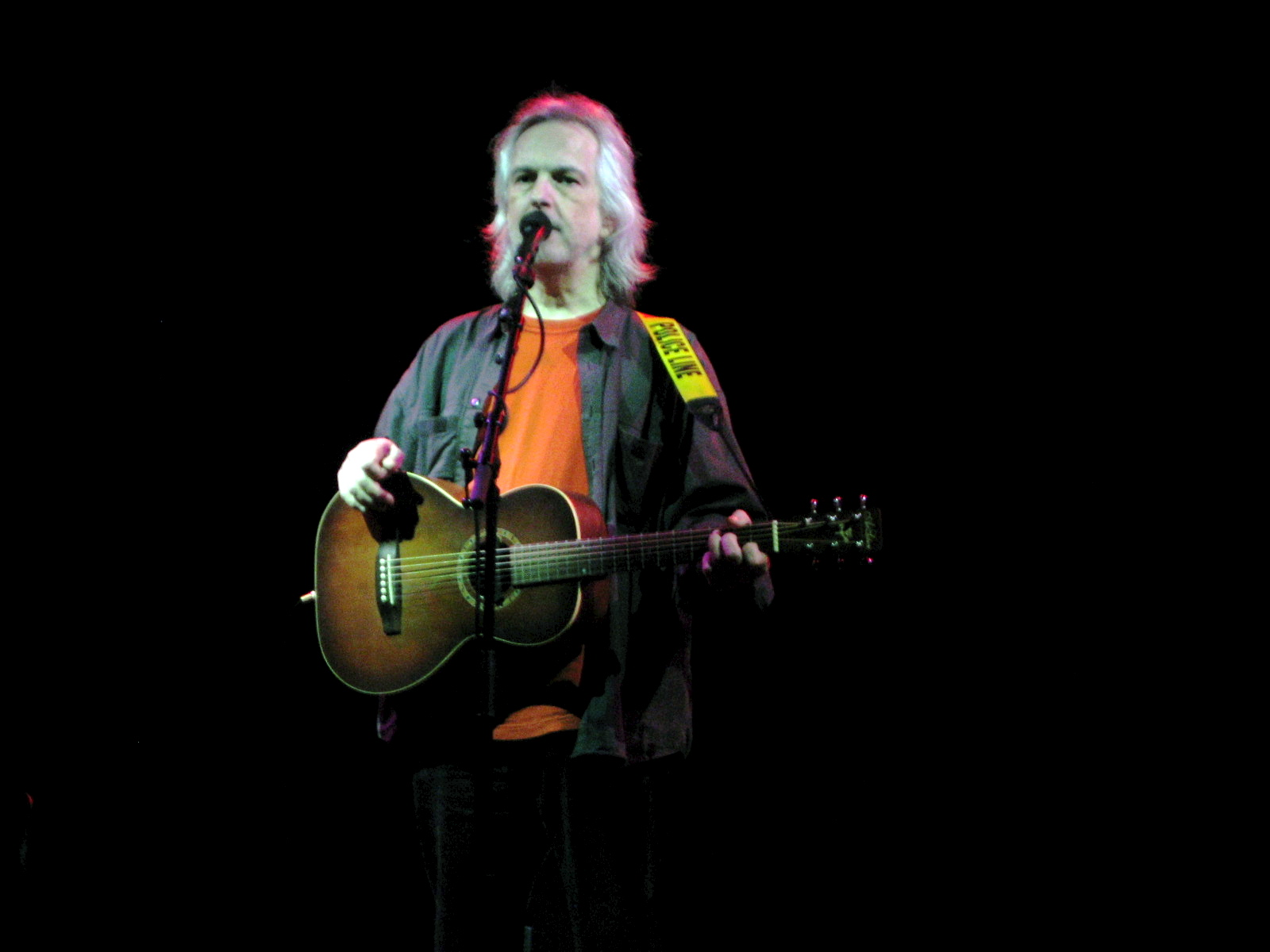
Gurf Morlix

Gurf Morlix (* 1951 in Buffalo, New York als William Davis Towle) ist ein US-amerikanischer Multiinstrumentalist, Sänger, Songwriter und Produzent, der seit vielen Jahren in Austin, Texas lebt. Er arbeitete mit vielen bekannten Künstlern aus den Bereichen Americana und Alternative Country zusammen, veröffentlichte aber auch etliche eigene Werke.

## Leben
Gurf Morlix zog 1975 von New York nach Texas, wo er zunächst mit Blaze Foley spielte, sowohl in Austin als auch in Houston. 1981 zog er weiter nach Los Angeles, wo er auf die junge Lucinda Williams traf, die ebenfalls aus Texas gekommen war. Er begleitete sie von 1985 bis 1996 und produzierte zwei ihrer seltenen Platten: Lucinda Williams und den Nachfolger Sweet Old World. Auch bei Williams’ internationalem Durchbruch Car Wheels on a Gravel Road war Morlix anfangs als Produzent involviert; die Veröffentlichung des Albums zog sich aber – inklusive mehrerer Neuaufnahmen – in die Länge und Morlix verließ die schwierige Musikerin frustriert.  1990 begleitete Morlix Warren Zevon auf einer Tournee. Im Jahr darauf zog er wieder nach Austin.
Gurf Morlix arbeitete mit vielen Musikern. Zu seinen wichtigsten Produktionen zählen Veröffentlichungen von Robert Earl Keen, Mary Gauthier, Ray Wylie Hubbard und Slaid Cleaves. Auf den Alben taucht er auch immer wieder als Musiker auf; er spielt u. a. Gitarre, Bass, Mandoline, Mandocello, Dobro, Pedal Steel, Weissenborn, Banjo, Mundharmonika und Schlagzeug.  Morlix wurde 2004 in die Austin Music Awards Hall of Fame und 2005 in die Buffalo Music Hall of Fame aufgenommen. Außerdem war er 2009 Instrumentalist des Jahres der Americana Music Association.

## Diskografie
- 2000: Toad Of Titicaca
- 2002: Fishin' in The Muddy
- 2004: Cut 'N Shoot
- 2007: Diamonds To Dust
- 2008: Birth To Boneyard (Instrumental-Version von Diamonds To Dust)
- 2009: Last Exit To Happyland
- 2011: Blaze Foley's 113th Wet Dream
- 2013: Finds the Present Tense
- 2015: Eatin' At Me
- 2017: The Soul & The Heal
- 2019: Impossible Blue
- 2020: Kiss Of The Diamondback
- 2021: The Tightening Of The Screws
- 2022: Caveman
- 2023: I Challenge the Beast
- 2024: Melt into You